# 百合は蒼く咲いて
「百合は蒼く咲いて」（ゆりはあおくさいて）は日本のヴィジュアル系ロックバンドアリス九號.の楽曲であり、通算4枚目のシングルとして2005年5月25日にPS COMPANYよりリリースされた。

## 解説
「アリス九號.的シングル三連動企画 九號短歌音像シングル」と銘打たれ、3ヶ月連続リリースされたシングルの3作目。5000枚限定発売で、タイトル曲のPVを収めたDVDが付属していた。連続リリースされたシングルの表題曲のうち、この曲だけセルフカヴァーされていない。

## チャート成績
本作品はオリコン週間シングルチャートでは、2005年6月6日付で初登場・最高順位ともに51位を記録した。同チャート200位圏内に、計2週にわたってランクインした(2週目は137位)。

## 収録曲
| 全作詞: 将、全作曲: アリス九號.。 |                      |      |             |      |
| #                                 | タイトル             | 作詞 | 作曲・編曲  | 時間 |
| 1.                                | 「百合は蒼く咲いて」 | 将   | アリス九號. | 5:06 |
| 2.                                | 「聖者のパレード」   | 将   | アリス九號. | 4:15 |
| 合計時間:                         | 合計時間:            | 9:22 |             |      |

| 全作詞: 将、全作曲: アリス九號.。 |                      |      |             |
| #                                 | タイトル             | 作詞 | 作曲・編曲  |
| 1.                                | 「百合は蒼く咲いて」 | 将   | アリス九號. |

## 品番
|                | リリース日    | 品番      |
| -------------- | ------------- | --------- |
| 5000枚限定生産 | 2005年5月25日 | PSTA-0066 |

## 収録作品
百合は蒼く咲いて
- 『華想夢想紙』[2]

聖者のパレード
- 『華想夢想紙』[2]